# Mads Andersen (cyclisme)
Pour les articles homonymes, voir Mads Andersen et Andersen.
Mads Andersen, né le 27 novembre 2000 à Odense, est un coureur cycliste danois. Il est membre de l'équipe Airtox-Carl Ras.

## Biographie
Mads Andersen est issu d'une famille de cyclistes. Son père Faren Lassen a lui-même participé à des compétitions dans ce sport, tout comme son petit frère frère Emil et son arrière-grand-père Helmuth Hansen, qui a remporté le Fyen Rundt en 1953. Inspirés par ses aînés, il prend sa première licence vers l'âge de dix ans dans un club d'Odense, sur ses terres natales. À douze ans, il déménage avec sa famille à Hedensted. Il évolue ensuite au sein de divers équipes, avant d'intégrer le Team Herning CK en 2020,. 
En aout 2020, il finit quatorzième du championnat du Danemark sur route chez les élites. Il marque à cette occasion ses premiers points UCI. L'année suivante, il rejoint l'équipe continentale ColoQuick. Bon rouleur, il se distingue lors de la saison 2022 en terminant troisième du championnat du Danemark du contre-la-montre espoirs. Il se classe également quatrième d'une étape du Tour du Loir-et-Cher. 
En 2023, il s'impose sur le contre-la-montre inaugural du Randers Bike Week, une course nationale. Il brille par ailleurs au milieu des professionnels en terminant onzième de l'Antwerp Port Epic. Mads Andersen est ensuite transféré dans la structure Airtox-Carl Ras. Sous ses nouvelles couleurs, il réalise un bon printemps 2024 en finissant dixième de la Famenne Ardenne Classic et seizième du Circuit de Wallonie. 

## Palmarès et résultats

### Palmarès par année
- 2020
  - 4e étape du Randers Bike Week
  - 2e du Randers Bike Week
- 2021
  - 2e du championnat du Danemark du contre-la-montre par équipes
- 2022
  - 1re étape du Kreiz Breizh Elites (contre-la-montre par équipes)
  - 3e du championnat du Danemark du contre-la-montre espoirs
- 2023
  - 1re étape du Randers Bike Week (contre-la-montre)
- 2024
  - Tour de Lituanie :
    - Classement général
    - 2e étape

  - 1re étape du Dookoła Mazowsza
  - 1re étape du Randers Bike Week (contre-la-montre)
  - 2e du Dookoła Mazowsza
- 2025
  - Giro Himledalen
  - 3e du Grand Prix Herning

### Classements mondiaux
| Année                                 | 2020  | 2021  | 2022  | 2023  |
| ------------------------------------- | ----- | ----- | ----- | ----- |
| Classement mondial                    | 2136e | 1588e | 1935e | 1771e |
| UCI Europe Tour                       | 1556e | 1118e | 1244e | 1137e |
|                                       |       |       |       |       |
| Légende : nc = non classéSource : UCI |       |       |       |       |